# Krist Novoselic
Krist Anthony Novoselic (Compton, 16 maggio 1965) è un bassista statunitense, noto per essere stato il bassista dei Nirvana.

## Biografia
Krist Anthony Novoselic è nato il 16 maggio 1965 a Compton, California. I suoi genitori Marija e Kristo Novoselic emigrarono negli Stati Uniti da  Zara nell'odierna Croazia. Il padre si trasferì negli Stati Uniti nel 1963 e un anno più tardi lo raggiunse anche la moglie. Comprarono una casa a Compton, California e il signor Novoselic iniziò a lavorare come conducente di autobotti.
Nel 1967, quando Krist aveva due anni, nacque suo fratello Robert. Nel 1973, alla nascita della sorella Diana, i genitori di Krist decisero di cambiare casa, per spostarsi in una decisamente più adatta per una famiglia che ormai era cresciuta di numero. Nel 1979, la sua famiglia si trasferisce ad Aberdeen. La città era popolata da una numerosa comunità croata ed il padre trovò lavoro in uno dei tanti mulini della città. Nel 1980, i suoi genitori lo mandarono a vivere con gli zii a Zara, allora parte della Jugoslavia, per tornare ad Aberdeen nel 1981.
A quel tempo gli ascolti di Krist spaziano dai Led Zeppelin ai Devo ai Black Sabbath ai Sex Pistols ai Ramones e Aerosmith, nonché al rock jugoslavo degli Azra.

## Nirvana
Alla fine del 1985 Krist riceve un demo registrato da Kurt Cobain e da Dale Crover con alcuni pezzi che poi sarebbero finiti in Bleach e nel cofanetto antologico With the Lights Out.
Al bassista piacque tanto che decise di unirsi ai due come bassista stabile. A quel punto Kurt e Krist divennero una coppia fissa nella scena musicale di Aberdeen, all'interno di diverse band e coverband.
Un'interruzione alla loro collaborazione si avrà nella primavera del 1986, quando Krist e la sua ragazza, Shelli, si trasferiranno a Phoenix per lavoro. Al suo ritorno però lui e Kurt troveranno un nuovo batterista in pianta stabile: Aaron Burckhard con cui daranno vita al primo embrione di quello che saranno i Nirvana. Tuttavia sul batterista Cobain e Novoselic hanno affermato: «suonavamo con lui solo perché era l'unico stronzo in città a saper suonare decentemente la batteria».
Il 30 dicembre 1989 si sposa con Shelli, sua fidanzata storica. Nel 1992 Krist ha evidenti problemi con l'alcool, oscurati però dalla ben più grave tossicodipendenza da eroina di Kurt. Da questo punto in poi i rapporti fra Krist e il leader della sua band peggioreranno sempre più, fino al 5 aprile 1994, giorno in cui morì Cobain.

## Il dopo Nirvana

### Sweet 75 (1995-1997)
L'anno seguente la morte di Cobain, Krist si mise alla ricerca di band dove avrebbe potuto continuare a suonare il basso elettrico. Novoselic rifiutò l'offerta dell'amico ed ex compagno Dave Grohl, batterista con lui nei Nirvana, il quale aveva appena formato la sua nuova band dal nome Foo Fighters, perché temeva che la gente avrebbe potuto pensare che questo gruppo sarebbe stata una reincarnazione dei Nirvana senza Cobain. Così Novoselic decise di formare un gruppo, gli Sweet 75, insieme a Yva Las Vegas, una cantante e musicista di origine venezuelane che aveva conosciuto alla sua festa di compleanno, grazie alla moglie, la quale l'aveva ingaggiata per la serata. La band tuttavia si sciolse due anni dopo, nel 1997, dopo aver pubblicato un solo album.

### Regista (1998)
Nel 1998 Novoselic diresse il suo primo film L7: The Beauty Process, uno pseudo-documentario creato con l'utilizzo di un video-concerto nel 1997 in tre città americane.

### Eyes Adrift (1999-2003)
Fonda la band Eyes Adrift con Curt Kirkwood dei Meat Puppets già con lui nel MTV Unplugged in New York con i Nirvana e Bud Gaugh dei Sublime. Collabora con Kim Thayil dei Soundgarden e Jello Biafra dei Dead Kennedys in una band estemporanea legata all'iniziativa "No WTO Combo", che contestava il Meeting del WTO del 1999.

### Flipper (2006-2008)

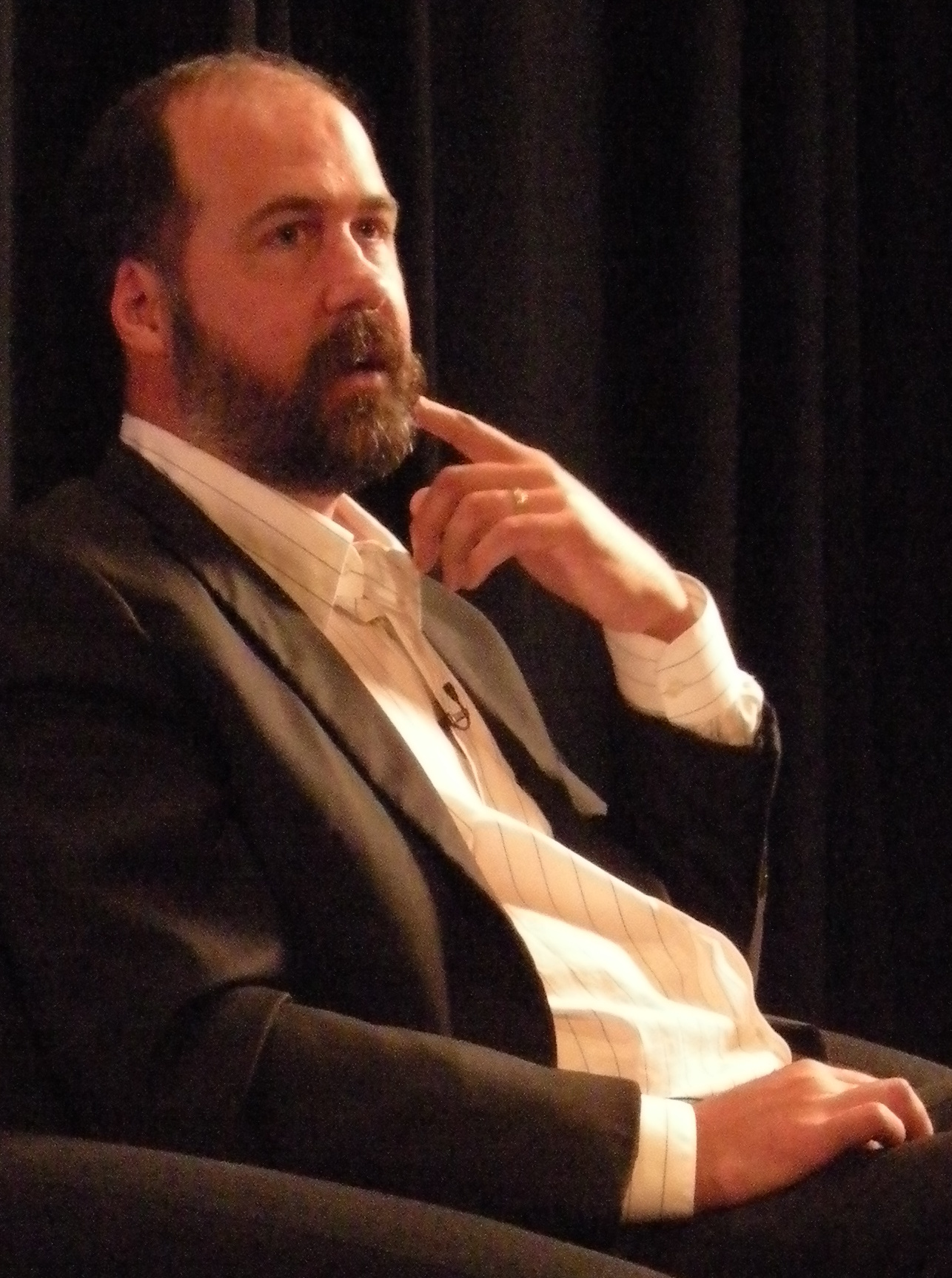
Krist Novoselic nel 2008.

Nel mese di novembre 2006, era stato annunciato che Novoselic si sarebbe unito ai Flipper, sostituendo Bruno DeSmartas al basso, per un tour nel Regno Unito e Irlanda. Egli ha partecipato alle sessioni di registrazione del nuovo album in uscita nel 2008. Il 22 settembre 2008, Novoselic annuncia il suo addio alla band in seguito a circostanze non del tutto chiarite. I Flipper sono stati costretti ad annullare il loro tour.

### Foo Fighters (2011)
Nel 2011 ha collaborato con Dave Grohl e i Foo Fighters, componendo e registrando la linea di basso della canzone I Should Have Known dell'album Wasting Light. La canzone è il risultato di una jam session organizzata dal produttore Butch Vig, produttore anche dell'album Nevermind dei Nirvana, come spiegato nell'intervista rilasciata da Dave Grohl a MTV nel 2011.

### Giants in the Trees (2017-presente)
Nella primavera del 2017 fonda la band Giants in the Trees assieme ai musicisti Jillian Raye, Erik Friend e Ray Prestegard. Il 23 novembre 2017 esce il loro album omonimo.
Nel febbraio 2022, Novoselic suggerisce l'esistenza di un nuovo gruppo, affermando che la registrazione di un nuovo album sia un "segreto": l'11 aprile 2022 esce "3rd Secret", omonimo album di debutto della nuova band dell'ex-Nirvana, fondata insieme a Matt Cameron, batterista dei Pearl Jam, e Kim Thayil, chitarrista dei Soundgarden.

## Strumenti
Ha usato un basso Gibson modello Ripper per le registrazioni di Nevermind e In Utero.
Cita Paul McCartney, Geezer Butler, John Entwistle e Gene Simmons come suoi bassisti preferiti che hanno influenzato il suo stile.

## Vita privata
Si è sposato due volte. La sua prima moglie era Shelli Dilley, che incontrò alle scuole superiori. I due, conosciutisi nel 1985, si sposarono nel dicembre del 1989, ma divorziarono alla fine del 1999. Nei primi mesi del 2004, Krist si è sposato con l'artista Darbury Ayn Stenderu.

## Politica
Krist Novoselic è anche noto per il suo impegno politico, in relazione al quale ad esempio organizzò il concerto dei Nirvana contro la violenza sessuale in Bosnia ed Erzegovina. Nel 2004 egli ha deciso di candidarsi a vice-governatore dello Stato di Washington.
Ha sostenuto il Partito Libertario nel 2006, mentre alle elezioni presidenziali del 2008 ha sostenuto il candidato Barack Obama.

## Cinema
Nel 2009 appare nel film Il papà migliore del mondo con Robin Williams, interpretando un venditore ambulante di riviste pornografiche.

## Discografia

### Con i Nirvana
- 1989 – Bleach
- 1991 – Nevermind
- 1993 – In Utero

### Coi Sweet 75
- 1997 – Sweet 75

### Con gli Eyes Adrift
- 2002 – Eyes Adrift

### Con i Giants In The Trees
- 2017 - Giants In The Trees
- 2019 - Volume 2

### Con i 3rd Secret
- 2022 - 3rd Secret